# 情感親密
情感親密（Emotional intimacy）是人際關係中的概念，有别于肢體親密，是指和其他人情感互動交流的程度，程度因人而異，也會隨時間及兩人關係而有變化。
情感親密和對另一個人的親密感有關，因著親密，因此可以分享彼此的感受，其中也會伴隨著理解、肯定以及關懷，而情感、情緒及感覺可能也會有不同的變化。在一般情形或是專業語境下，情感親密可以指上述所有的層面，也可能只指其中的一部份。

## 敘述
情感親密可以用語言來表示，也可以用非語言的方式表示。兩人互動時自在的程度以及效果，以及進入彼此個人空間的經驗可以表示兩人的情感親密程度。親密溝通可以用表達的方式來表示（例如談話），也可以用間接行動的情形表示（例如幾個朋友安靜地坐在公園長椅上，緊靠著彼此）。
情感親密主要是以信任為基礎，也和兩人關係的本質以及所在的文化有關。情感親密和性親密是不同的。性的親密可以在有情感親密的情形下發生，但若沒有情感親密，也可以有性親密，而情感親密常常是在沒有任何性接觸的情形下出現的。情感親密是和兩人心理有關的，是兩人之間的信任以及互動，以致於可以促進彼此可以分享最深層的自我。依照兩人的成長背景以及文化風俗的不同，情感親密可能包括分享思想、感覺以及情绪，目的是為了彼此瞭解、互相支持、並且建立共同的氛圍。情感親密也可能包括分擔彼此的責任。
深入的情感親密需要高度的透明及坦誠。對話是情感親密關係中的要素。例如遠距離戀愛主要就是用對話為基礎。相較於一般形式的戀愛，有時遠距離戀愛會更強烈，因為會強迫情侶增強其對話的互動。情感親密中也包括一定程度的脆弱，對許多人可能會感到不安或是造成焦慮。不過這樣不安的感覺一般會隨時間以及持續的互動而減弱，甚至消失。有情感親密的情侶，在和對方相處時可以更加的自在。他們可以分享各自的夢想以及正向的特質，其中也可能伴隨著一些負面的特質。此時是兩人關係中重要的時刻，也是最艱難的時刻。情感親密是可以向對方分享感覺，表達對彼此的重視。在兩人關係中提昇情感親密是非常重要的。缺乏情感親密的情形可以透過花時間彼此相處來改善。許多網站會建議，當兩人互動出現問題時，立刻討論相關問題，對增進情感親密是有幫助。誠實、表達感激、持續的溝通也有助於維持穩定的情感親密。

## 情感親密和社會
情感親密是一種社會現象，一方面會受到社會的影響，另一方面也會影響社會。社會規範會隨著時間而改變，而親密的表現方式也是如此。例如，一些新的家庭法允許個人擺脫核心家庭的模式。
社會的個體之間會相互依存。為了維持彼此之間穩固的關係，維持群体的生活，個體不但需要遵守明確訂立的原則，也需要遵守一些潜规则。他們也需要其他人的服務，以滿足他們生活中一些必須的層面。一個人要在社會中生存，不太可能只靠自己滿足自身的所有需求。因此不論個人是否選擇如此，一個人勢必會有些層面和其他人有關。但根據黑格爾的理論，個人會選擇和那些人有較親密的關係，因此可以有更多"作自己"的選擇及自由。這個自由讓個人不會成為公共財產或私人秘密的主體，因此更加重要。情感親密可以視為一個泡泡，是一個允許個體和其他個體分開的例外情形。矛盾的是，這種親密感（伴隨著愛）創造了更強的自信，這也是社會化的過程中所發展的。因此情感親密也很容易融入社會當中。。因為情感親密也會受到社會的規範，因此個體也會受到社會過程的影響。例如夫妻需要宣告其已婚的狀態，夫妻及家庭也需要遵守政府的相關法律。
情感親密也可以促進身心理的幸福安寧。在一社會過程中，個體會有較強大的力量，因此可能可能調整社會的的價值系統。情感親密不是只能和伴侶共享而已，也可以和朋友、家人、同事甚至竉物有情感親密。
有些情感親密會因為社會壁壘或是規範而不易建立。例如男性之間的情感親密就很難建立，原因是和社會所認知的陽剛特質不同、競爭壓力、懼怕因為情感親密而變的脆弱、也有可能是因為同性戀恐懼。男性會有許多同性別的好朋友，但在討論重要的議題及決定時，許多男性會和他們女性的朋友討論。在情感親密關係的建立上，社會有很大的影響力。

## 情感親密量表
情感親密量表（ Emotional Intimacy Scale，簡稱EIS）是有五個項目的量表，可以評估在兩個人的情感親密程度。
量表會評估親密關係中的五個基礎要素。會以問卷的方式進行。其中需要評估在實際情形下，五個基礎要素的程度
結果顯示正面的親密關係會讓EIS分數提高，也會增加個體的社會支持、自我效能、生活滿意度以及其他正面效果。負向的親密關係會讓EIS分數降低，也會增加個體的壓力、痛苦及疲累。好的親密關係會給人目的以及歸屬感，也會增加生理以及心理上的幸福。